# Алютех
Группа компаний «Алютех» — производственно-сбытовой холдинг, основанный в 1996 году. Один из крупнейших производителей ворот, роллет и алюминиевых профильных систем в Восточной и Западной Европе, а также в Центральной Азии.
Продукция «Алютех» используется в строительстве промышленной, жилой и коммерческой недвижимости. Большая часть изделий поставляется на экспорт.
В состав холдинга входит 5 производственных предприятий, 20 сбытовых компаний и локальные склады в Чехии, России, Беларуси, на Украине, в Германии и Австрии.
В 2018 году немецкая группа Hörmann приобрела 75 % акций холдинга «Алютех».
В 2024 «Бюро» выпустило расследование, согласно которому «Алютех» обходил санкции Европейского союза, а также вёл бизнес в Крыму и ДНР.

## Рынки сбыта
Продукция «Алютех» поставляется в 65 стран мира, в числе которых страны СНГ и Евросоюза, США и Венесуэла. В планах производителя — расширение экспорта в европейском направлении, дальнейшее освоение рынков США и Канады, а также Азии
Основной рынок сбыта — Россия, куда поставляется около 65 % продукции Группы компаний. Доля «Алютех» в общем объёме производства алюминиевого профиля на российском рынке в 2013 году составляла до 13 %. Холдинг вошёл в тройку самых крупных производителей в России наряду с «Татпроф» и «Сегал».
В 2013 году 20—25 % всего объёма поставок продукции «Алютех» пришлось на третьи страны (без учёта Беларуси и России).
По данным аналитической экспертной группы «Мосты безопасности», в ноябре 2014 года доля продукции «Алютех» на рынке роллетных систем в России составила 44,3 %, ворот — 46,6 %.
ГК «Алютех» является самым крупным заёмщиком у IFC: в 2010 и 2012 годах IFC выделила компании 30 млн долларов и 20 млн евро. Это одна из крупнейших инвестиций Международной финансовой корпорации (IFC) за 15-летнюю историю её сотрудничества с Беларусью. В 2014 году Евразийский банк развития открыл кредитную линию на пополнение оборотных средств сроком на 3 года производственным предприятиям СООО «АлюминТехно», ООО «Алютех Инкорпорейтед» и ООО «Алютех Воротные Системы» на развитие бизнеса холдинга с целью обеспечения поставок и увеличения экспорта белорусской металлопродукции в Россию.
В 2021 году «Алютех» продолжил развивать производство алюминиевых профилей, расширил торгово-экономическое сотрудничество с Казахстаном, а также разработал несколько 3D-моделей ворот.

## Производственные предприятия ГК «Алютех»

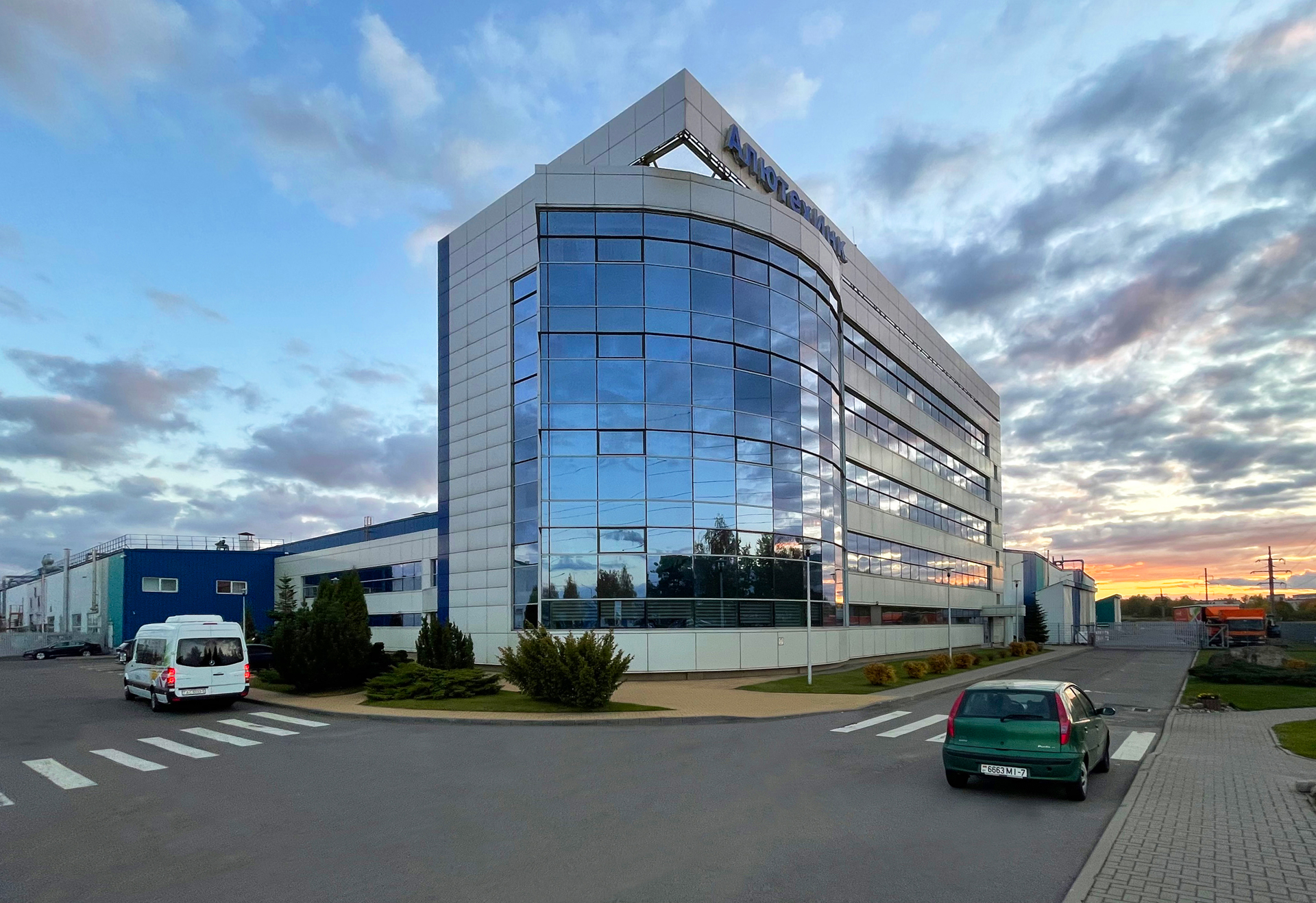
ООО «Алютех Инкорпорейтед»

### ООО «Алютех Инкорпорейтед», г. Минск
В 1998 году было зарегистрировано первое производственное предприятие холдинга — ООО «Алютех Инкорпорейтед», расположенное в СЭЗ «Минск». Предприятие ориентировано на производство окрашенной алюминиевой и стальной ленты, профилей роликовой прокатки, комплектующих и аксессуаров для роллетных систем. Комплекс по окраске и раскрою, установленный на «Алютех Инкорпорейтед», является одним из крупнейших в странах СНГ.
Концерн BASF протестировал образцы окрашенной ленты и подтвердил высокое качество лакокрасочного покрытия.

### СООО «АлюминТехно», г. Минск

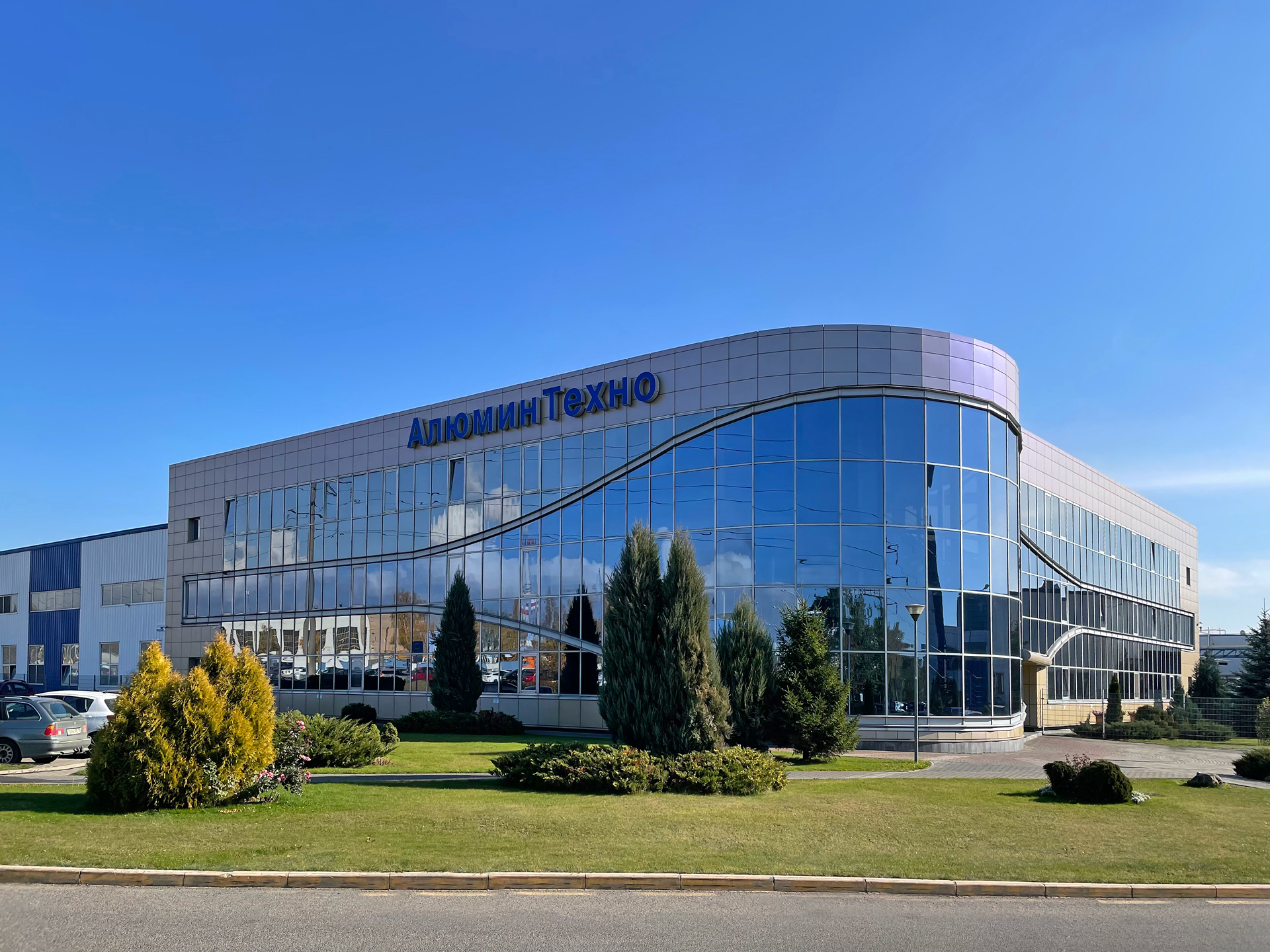
СООО «АлюминТехно»

В 2004 году было основано СООО «АлюминТехно», предприятие по производству алюминиевых экструдированных профилей, их порошковой окраске и анодированию. «АлюминТехно» входит в тройку крупнейших экструзионных алюминиевых заводов на территории стран СНГ.
Качество покрытия алюминиевых экструдированных профилей подтверждено швейцарскими сертификатами Qualicoat Seaside и Qualanod.

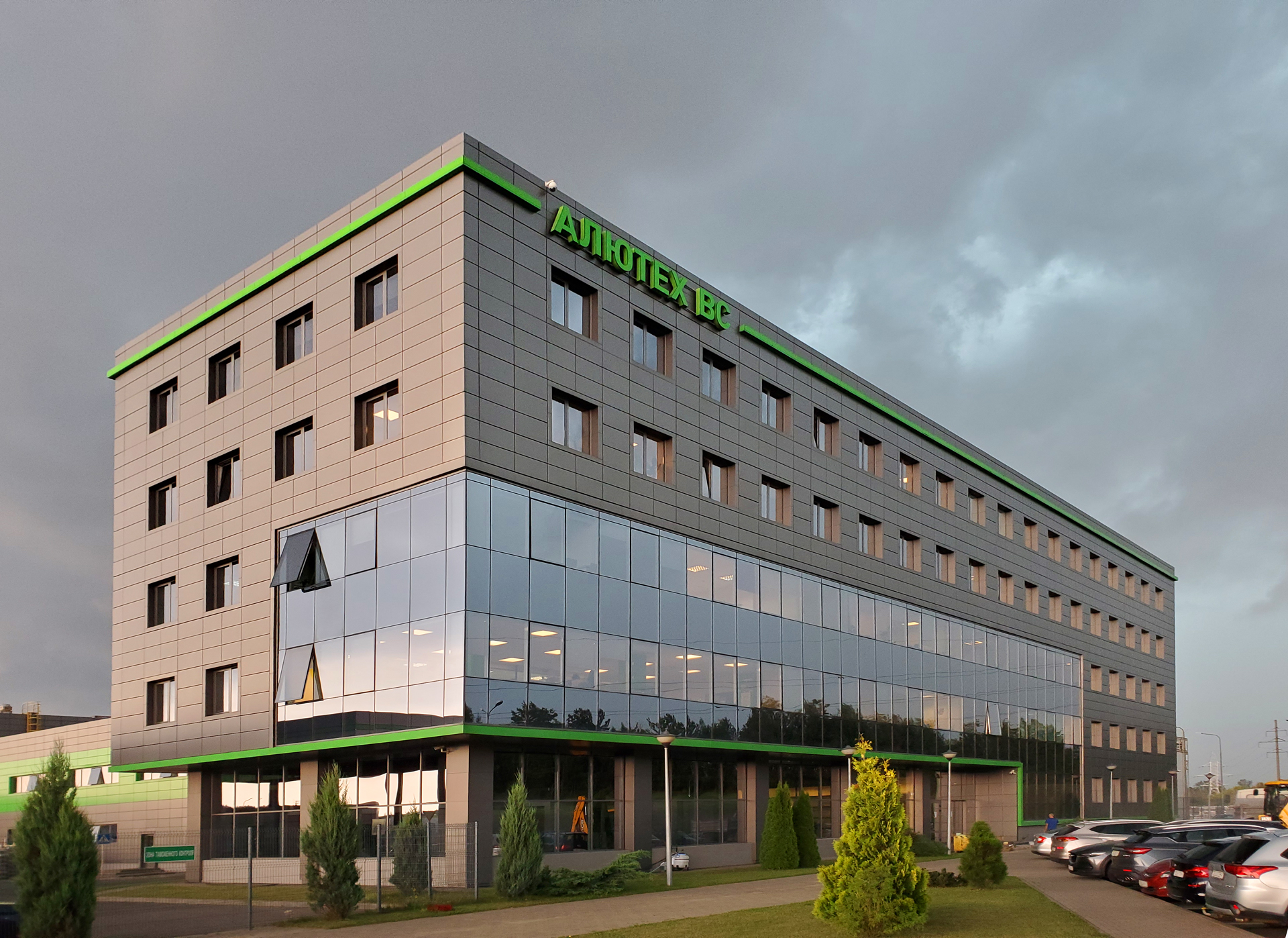
ООО «Алютех Воротные Системы»

### ООО «Алютех Воротные Системы», г. Минск
Строительство предприятия началось в 2012 году. Инвестиции составили более 75 млн долларов США. Ввод в эксплуатацию состоялся в 2014 году. Сегодня «Алютех Воротные Системы» производит секционные и въездные ворота, перегрузочное оборудование, комплектующие и литые изделия из алюминия.
Производственная мощность предприятия — 240 000 ворот в год. Вместимость автоматического склада — 230 000 погонных метров сэндвич-панелей.
Секционные ворота прошли испытания на соответствие стандартам безопасности в аккредитованной европейской лаборатории, это позволяет наносить на них маркировку СЕ. Теплофизические свойства подтверждены специалистами лабораторий научных институтов России, Беларуси и Болгарии.

### ООО «Алютех-К», г. Киев
Производственно-сбытовая компания, которая представляла холдинг на территории Украины."Алютех-К" располагает линиями по изготовлению секционных ворот и роллетных систем.
По итогам 2020 года «Алютех-К» вошёл топ-10 крупнейших белорусских компаний на Украине и в топ-1000 компаний с наибольшим доходом.

### «Алютех-Сибирь» (Новосибирск)
Производитель роллетных систем, секционных и въездных ворот. «Алютех-Сибирь» поставляет продукцию для Сибирского, Дальневосточного и Уральского федеральных округов России. В 2020 году компания занимала 2-е место в РФ по производству готовых металлоизделий и металлоконструкций Производственная мощность составляет 25 000 секционных и 3000 въездных ворот в год, площадь завода — 10 000 квадратных метров.
В 2019 году на Петербургском международном экономическом форуме было подписано соглашение о строительстве нового завода мощностью 95 000 изделий в год и площадью около 10 га. Здесь будут производить секционные и въездные ворота, алюминиевые профильные системы, перегрузочное оборудование и роллетные системы.
Летом 2023 года под Новосибирском была сдана в эксплуатацию первая очередь завода по выпуску секционных ворот и въездных групп. Она рассчитана на ежегодное производство до 40 000 единиц продукции. Продукция завода поставляется в пределах Сибирского и Дальневосточного федеральных округов, а также в Казахстан, Монголию и другие страны.
К 2030 году количество рабочих мест должно достичь 439, а выручка — 9,5 млрд руб.
«Алютех-Сибирь» совместно с «Деснолом», разработчиком и интегратором решений экосистемы «1С:ТОИР», участвует в реализации проекта по автоматизации технического обслуживания и ремонта. Это второй проект комплексной цифровизации процессов управления производственными и инфраструктурными активами «АЛЮТЕХ». Первый проходил в Минске на заводе «АлюминТехно».

## Награды и премии
Продукция «Алютех Инкорпорейтед» — неоднократный победитель профессионального конкурса Республики Беларусь «Лучший строительный продукт года».
ООО «Алютех Воротные Системы» было занесено на Республиканскую доску Почета в номинации «За достижение в 2013 году наилучших показателей в сфере социально-экономического развития».
Коллектив ООО «Алютех-Сибирь» получил благодарность губернатора за вклад в развитие Новосибирского района по итогам 2020 года.
В 2021 году «Алютех» стал серебряным призером премии SAP Value Award в номинации «Новые горизонты».

## Членство в профильных организациях
ГК «Алютех» является членом белорусской Ассоциации производителей окон. Наряду с крупнейшими российскими профильными компаниями входит в Российский союз поставщиков металлопродукции. Холдинг сотрудничает с проектными институтами, Белорусским союзом архитекторов и другими творческими союзами.

## Программы для студентов
Выступает организатором международного конкурса архитектурных проектов Arch Skilled для начинающих архитекторов и инженеров-проектировщиков. Специально для участников конкурса организуются обучающие вебинары и консультации отраслевых экспертов по применению алюминиевых профильных систем и архитектурному остеклению.